# 麻多乡
麻多乡，是中华人民共和国青海省玉树藏族自治州曲麻莱县下辖的一个乡镇级行政单位。
麻多乡地处偏远，从玛多县城乘车可以一日往返，道路较平坦，为一级土路。至2011年9月为止，尚无旅店、饭馆，旅行者须自行解决食宿问题或持官方证件去乡政府求助。

## 行政区划
麻多乡共辖以下地区：
巴颜牧委会、郭洋牧委会和扎加牧委会。